# Briefmarken-Jahrgang 1967 der Deutschen Post der DDR
Der Briefmarken-Jahrgang 1967 der Deutschen Post der DDR wurde 1967 durch die Deutsche Post der DDR emittiert. Wie im Vorjahr kam eine Blockausgabe an die Schalter, 3 Marken gelangten als Zusammendruck zur Ausgabe, und es erschien die dritte Kleinbogenausgabe der DDR-Post.
Zum Jahrgang gehörten insgesamt 83 Sondermarken, 1 Block und 1 Kleinbogen mit insgesamt 89 Motiven. Der Ausgabeumfang erhöhte sich leicht gegenüber dem Vorjahr (1966: 77 Sondermarken). Nur bei dem Briefmarkenblock musste ein Zuschlag von 25 Pfennig bezahlt werden. Der Nominalwert der Ausgaben betrug 19,85 Mark.
Seit 1955 wurden bei den meisten Sonderbriefmarkensätzen in der Regel ein Wert sowie fast alle Blocks und die ab 1962 erschienenen Kleinbogenausgaben in deutlich reduzierter Auflage gedruckt. Diese sogenannten Werte in geringer Auflage waren, abgesehen von einer in der Regel auf zwei Stück pro Postkunde begrenzten Abgabe am ersten Ausgabetag und am ersten Tag nach Ablauf der Abholfrist, nur mit einem Sammlerausweis an den Postschaltern oder über einen zu beantragenden Direktbezug bei der Versandstelle der Deutschen Post in Berlin erhältlich. In diesem Markenjahr betrug die Auflagenhöhe dieser Werte 1,5 Millionen Stück. Block und Kleinbogen sowie die Sperrwerte aus den beiden Sätzen für den VII. SED-Parteitag wurden in einer etwas erhöhten Auflage von 2 Millionen Stück gedruckt.
Nur noch die Ausgabe "XX. Internationale Radfernfahrt für den Frieden" und die Dauermarke wurden auf Papier mit dem Wasserzeichen Nr. 3 (DDR um Kreuzblume) gedruckt; bei allen übrigen Marken kam wasserzeichenloses Papier zur Verwendung.
Alle Briefmarken-Ausgaben seit 1964 sowie die 2-Mark-Werte der Dauermarkenserie Präsident Wilhelm Pieck und die bereits seit 1961 erschienene Dauermarkenserie Staatsratsvorsitzender Walter Ulbricht waren ursprünglich unbegrenzt frankaturgültig. Mit der Wiedervereinigung verloren alle Marken nach dem 2. Oktober 1990 ihre Gültigkeit.

## Besonderheiten
- Sondermarken

Nach 1966 gab es auch in diesem Jahr zur Leipziger Messe wieder zweiwertige Sätze. Recht selten als Markenmotiv zu finden sind Spielkarten, die auf einem vierwertigen Satz abgebildet wurden. Begonnen wurden die Serien „Historische Bauwerke in der DDR“ und „Berühmte Persönlichkeiten“.
Recht dominant sind Ausgaben mit politischer Thematik. War die Würdigung des VI. SED-Parteitags 1963 der Deutschen Post der DDR lediglich eine Einzelmarke zu 10 Pfennig wert, propagierten in diesem Jahr zum VII. SED-Parteitag gleich acht Marken in zwei Ausgaben die Politik von SED und DDR-Regierung. Weiter wurde der 50. Jahrestage des Kieler Matrosenaufstands und der Oktoberrevolution in Russland im Jahre 1917 gedacht. Auch der 15. Jahrestag der Gründung von Landwirtschaftlichen Produktionsgenossenschaften im Rahmen der Zwangskollektivierung gelangte ins Markenbild. Allerdings erfolgte auch eine recht gelungene postalische Würdigung des 450. Jahrestags des Beginns der Reformation, bemerkenswert angesichts der atheistischen Staatsdoktrin der DDR.
Für Märchenliebhaber kam im November 1967 ein Kleinbogen mit Motiven aus Grimms Märchen König Drosselbart an die Schalter. Er setzte die 1966 begonnene und zunächst bis 1978 reichende Kleinbogenserie mit Märchenmotiven fort, die 1984 und 1985 noch zwei Nachläufer fand. Der beliebte Weihnachtskleinbogen selbst – ab 1979 mit unterschiedlichsten Weihnachtsmotiven gestaltet – sollte sich als Konstante im Emissionsprogramm der Deutschen Post der DDR bis zum letzten vollständigen Jahrgang im Jahr 1989 erweisen. Nur 1969 und 1970 kam der Märchenkleinbogen bereits im März bzw. Februar an die Postschalter.
Fortgesetzt wurde die 1963 begonnene und bis 1989 mit zumeist jeweils einem Wert laufende Serie „Internationale Mahn- und Gedenkstätten“. Die fast ausschließlich verwendeten Portostufen von 25 und, ab 1974, 35 Pfennigen dienten der Frankatur von Postkarten und einfachen Briefen im internationalen Verkehr, so dass mit den Ausgaben auch postalisch die antifaschistische Staatsdoktrin der DDR im Ausland demonstriert werden sollte.
- Dauermarke

Mit dem Ergänzungswert wurde den Postkunden die rationelle Einzelfrankatur eines Päckchens ermöglicht.

## Liste der Ausgaben und Motive
Legende
- Bild: Eine bearbeitete Abbildung der genannten Marke. Das Verhältnis der Größe der Briefmarken zueinander ist in diesem Artikel annähernd maßstabsgerecht dargestellt. Sollten keine Marken abgebildet sein, liegt es daran, dass das Urheberrecht des Künstlers noch nicht erloschen ist.
- Beschreibung: Eine Kurzbeschreibung des Motivs und/oder des Ausgabegrundes. Bei ausgegebenen Serien oder Blocks werden die zusammengehörigen Beschreibungen mit einer Markierung versehen eingerückt.
- Wert: Der Frankaturwert der einzelnen Marke in Pfennig. Ein „+“ bedeutet, dass es sich um eine Zuschlagsmarke handelt (= Frankaturwert + Spende).
- Ausgabedatum: Das Datum des erstmaligen Verkaufs dieser Briefmarke.
- Auflage: Soweit bekannt, wird hier die zum Verkauf angebotene Anzahl dieser Ausgabe angegeben.
- Entwurf: Soweit bekannt, wird hier angegeben, von wem der Entwurf dieser Marke stammt.
- Mi.-Nr.: Diese Briefmarke wird im Michel-Katalog unter der entsprechenden Nummer gelistet.

| Sondermarken | |      |                       |            |                                                  |         |
| Bild         | Beschreibung | Wert | Ausgabe- datum (1967) | Auflage    | Entwurf                                          | Mi.-Nr. |
|              | Bedeutende Bauwerke (I) - Schloss Wörlitz (erbaut 1769–1773) | 5    | 24. Januar            | 6.000.000  | Dietrich Dorfstecher                             | 1245    |
|              | - Rathaus Stralsund, Nordfassade am Markt (erbaut um 1500) | 10   | 24. Januar            | 10.000.000 | Dietrich Dorfstecher                             | 1246    |
|              | - Kloster Chorin, Westfassade (erbaut um 1300) | 15   | 24. Januar            | 5.000.000  | Dietrich Dorfstecher                             | 1247    |
|              | - Ribbeckhaus in Berlin, Fassade (erbaut 1624) | 20   | 24. Januar            | 11.000.000 | Dietrich Dorfstecher                             | 1248    |
|              | - Schloss Moritzburg, Zeitz (erbaut 1657–1667) | 25   | 24. Januar            | 4.000.000  | Dietrich Dorfstecher                             | 1249    |
|              | - Ehemaliges Altes Rathaus Potsdam (erbaut 1753) | 40   | 24. Januar            | 1.500.000  | Dietrich Dorfstecher                             | 1250    |
|              | Biathlon-Weltmeisterschaften, Altenberg - Liegend-Schießen | 10   | 15. Februar           | 9.000.000  | Joachim Rieß                                     | 1251    |
|              | - Stehend-Schießen | 20   | 15. Februar           | 9.000.000  | Joachim Rieß                                     | 1252    |
|              | - Staffellauf, Wechsel | 25   | 15. Februar           | 1.500.000  | Joachim Rieß                                     | 1253    |
|              | Leipziger Frühjahrsmesse - Rundstrickmaschine „Multilock“, Messezeichen | 10   | 2. März               | 7.000.000  | Dietrich Dorfstecher                             | 1254    |
|              | - 2-Meter-Universalspiegelteleskop, Milchstraße, Firmenzeichen des VEB Carl Zeiss Jena, Messezeichen                                                                                           | 15   | 2. März               | 5.000.000  | Dietrich Dorfstecher                             | 1255    |
|              | 20 Jahre Demokratischer Frauenbund Deutschlands (DFD) - Frau mit Kind (Familie) | 20   | 7. März               | 10.000.000 | Hans Detlefsen                                   | 1256    |
|              | - Frau am Schaltpult (Beruf) | 25   | 7. März               | 1.500.000  | Hans Detlefsen                                   | 1257    |
|              | VII. Parteitag der Sozialistischen Einheitspartei Deutschlands (SED) (I) - Regelpult einer Chemieanlage, Kopfbilder von Marx, Engels und Lenin                                                 | 10   | 22. März              | 7.000.000  | Karl Sauer                                       | 1258    |
|              | - Walter Ulbricht im Kreis von Werktätigen, Kopfbilder von Marx, Engels und Lenin | 20   | 22. März              | 8.000.000  | Karl Sauer                                       | 1259    |
|              | - Soldaten der Nationalen Volksarmee vor einer Industrieanlage, Kopfbilder von Marx, Engels und Lenin                                                                                          | 25   | 22. März              | 5.000.000  | Karl Sauer                                       | 1260    |
|              | - Mähdrescherbrigade, Kopfbilder von Marx, Engels und Lenin | 40   | 22. März              | 2.000.000  | Karl Sauer                                       | 1261    |
|              | Staatliche Kunstsammlungen, Dresden; Galerie Neue Meister - „Bildnis Madame de R.“ von Ferdinand Hodler (1853–1918)                                                                            | 20   | 29. März              | 8.000.000  | Axel Bengs                                       | 1262    |
|              | - „Peter im Tierpark“ von Harald Hakenbeck (* 1926) | 25   | 29. März              | 4.000.000  | Axel Bengs                                       | 1263    |
|              | - „Venezianische Episode“ von Rudolf Bergander (1909–1970) | 30   | 29. März              | 3.500.000  | Axel Bengs                                       | 1264    |
|              | - „Zwei Frauen aus Tahiti“ von Paul Gauguin (1848–1903) | 40   | 29. März              | 3.500.000  | Axel Bengs                                       | 1265    |
|              | - „Großmutter und Enkelin“ von Julius Scholtz (1825–1893) | 50   | 29. März              | 1.500.000  | Axel Bengs                                       | 1266    |
|              | - „Hünengrab im Schnee“ von Caspar David Friedrich (1774–1840) | 70   | 29. März              | 3.500.000  | Axel Bengs                                       | 1267    |
|              | VII. Parteitag der Sozialistischen Einheitspartei Deutschlands (SED) (II) - Traktorfahrer, landwirtschaftliche Maschinen                                                                       | 5    | 5. April              | 5.000.000  | Hans Detlefsen                                   | 1268    |
|              | - Lehrer mit Schülern, Industrieanlage | 10   | 5. April              | 7.000.000  | Hans Detlefsen                                   | 1269    |
|              | - Familie, Wohnhäuser mit Baukran | 15   | 5. April              | 2.000.000  | Hans Detlefsen                                   | 1270    |
|              | - Soldaten verschiedener Waffengattungen vor Staatswappen | 20   | 5. April              | 5.000.000  | Hans Detlefsen                                   | 1271    |
|              | Geschützte Vogelarten - Schleiereule (Tyto alba) | 5    | 27. April             | 6.000.000  | Erik Mailick                                     | 1272    |
|              | - Kranich (Grus grus) | 10   | 27. April             | 10.000.000 | Erik Mailick                                     | 1273    |
|              | - Wanderfalke (Falco peregrinus) | 20   | 27. April             | 10.000.000 | Erik Mailick                                     | 1274    |
|              | - Gimpel (Pyrrhula pyrrhula) | 25   | 27. April             | 5.000.000  | Erik Mailick                                     | 1275    |
|              | - Eisvogel (Alcedo atthis) | 30   | 27. April             | 1.500.000  | Erik Mailick                                     | 1276    |
|              | - Blauracke (Coracias garrulus) | 40   | 27. April             | 4.000.000  | Erik Mailick                                     | 1277    |
|              | XX. Internationale Radfernfahrt für den Frieden Warschau-Berlin-Prag 1967 - Stadtwappen von Warschau, Berlin und Prag vor drei Rädern, stilisierte Tauben                                      | 10   | 10. Mai               | 14.000.000 | Annemarie Wegner, Marja Baumann                  | 1278    |
|              | - Radrennfahrer, stilisierte Tauben | 25   | 10. Mai               | 1.500.000  | Annemarie Wegner, Marja Baumann                  | 1279    |
|              | Kinderzeichnungen zum Internationalen Kindertag - Kater | 5    | 1. Juni               | 6.000.000  | Günter Schütz                                    | 1280    |
|              | - Schneewittchen | 10   | 1. Juni               | 8.000.000  | Günter Schütz                                    | 1281    |
|              | - Feuerwehr | 15   | 1. Juni               | 5.000.000  | Günter Schütz                                    | 1282    |
|              | - Hahn | 20   | 1. Juni               | 8.000.000  | Günter Schütz                                    | 1283    |
|              | - Blumenstrauß | 25   | 1. Juni               | 4.000.000  | Günter Schütz                                    | 1284    |
|              | - Spielende Kinder | 30   | 1. Juni               | 1.500.000  | Günter Schütz                                    | 1285    |
|              | Vermisste Gemälde - „Drei Reiter“ von Peter Paul Rubens | 5    | 7. Juni               | 6.000.000  | Fritz Deutschendorf                              | 1286    |
|              | - „Traubenpflückendes Mädchen“ von Gerard Dou | 10   | 7. Juni               | 16.000.000 | Fritz Deutschendorf                              | 1287    |
|              | - „Frühlingsidyll“ von Hans Thoma | 20   | 7. Juni               | 11.100.000 | Fritz Deutschendorf                              | 1288    |
|              | - „Bildnis der Hofopernsängerin Wilhelmine Schroeder-Devrient“ von Karl Begas | 25   | 7. Juni               | 4.500.000  | Fritz Deutschendorf                              | 1289    |
|              | - „Junges Mädchen mit Strohhut“ von Salomon de Bray | 40   | 7. Juni               | 5.000.000  | Fritz Deutschendorf                              | 1290    |
|              | - „Die vier Evangelisten“ von Jacob Jordaens | 50   | 7. Juni               | 1.500.000  | Fritz Deutschendorf                              | 1291    |
|              | Landwirtschaftsausstellung, Markkleeberg (Agra vom 18. Juni–16. Juli 1967 Leipzig) - Agra-Symbol, Stumme Karte der DDR                                                                         | 20   | 14. Juni              | 5.000.000  | Axel Bengs                                       | 1292    |
|              | Berühmte Persönlichkeiten (I) - Georg Herwegh (1817–1875), Dichter | 5    | 27. September         | 6.000.000  | Margot Bitzer                                    | 1293    |
|              | - Marie Curie (1867–1934), Chemikerin | 10   | 6. Juli               | 8.000.000  | Margot Bitzer                                    | 1294    |
|              | - Käthe Kollwitz (1867–1945), Grafikerin und Malerin | 20   | 6. Juli               | 8.000.000  | Margot Bitzer                                    | 1295    |
|              | - Johann Joachim Winckelmann (1717–1768), Archäologe und Historiker | 25   | 27. September         | 5.000.000  | Margot Bitzer                                    | 1296    |
|              | - Theodor Storm (1817–1888), Dichter und Schriftsteller | 40   | 27. September         | 1.500.000  | Margot Bitzer                                    | 1297    |
|              | Deutsche Spielkarten - Schellenunter / Karobube | 5    | 18. Juli              | 5.000.000  | Karl-Heinz Bobbe                                 | 1298    |
|              | - Herzunter / Herzbube | 10   | 18. Juli              | 10.000.000 | Karl-Heinz Bobbe                                 | 1299    |
|              | - Grünunter / Pikbube | 20   | 18. Juli              | 10.000.000 | Karl-Heinz Bobbe                                 | 1300    |
|              | - Eichelunter / Kreuzbube | 25   | 18. Juli              | 1.500.000  | Karl-Heinz Bobbe                                 | 1301    |
|              | Vollblutmeeting der sozialistischen Länder, Hoppegarten - Mutterstute mit Fohlen | 5    | 15. August            | 6.000.000  | Klaus Hennig, Gerhard Bläser                     | 1302    |
|              | - Zuchthengst | 10   | 15. August            | 10.000.000 | Klaus Hennig, Gerhard Bläser                     | 1303    |
|              | - Galopprennen | 20   | 15. August            | 10.000.000 | Klaus Hennig, Gerhard Bläser                     | 1304    |
|              | - Spielende Jährlingshengste | 50   | 15. August            | 1.500.000  | Klaus Hennig, Gerhard Bläser                     | 1305    |
|              | Leipziger Herbstmesse - Küchenmaschine, elektrische Kaffeemühle und Handrührgerät | 10   | 30. August            | 8.000.000  | Axel Bengs                                       | 1306    |
|              | - Pelzmantel, Firmenzeichen des Außenhandelsunternehmen „Interpelz“ | 15   | 30. August            | 5.000.000  | Axel Bengs                                       | 1307    |
|              | 50. Jahrestag der revolutionären Matrosenbewegung - Max Reichpietsch, Großlinienschiff Friedrich der Große                                                                                     | 10   | 5. September          | 8.000.000  | Harro Schneider                                  | 1308    |
|              | - Albin Köbis, Großlinienschiff Prinzregent Luitpold | 15   | 5. September          | 1.500.000  | Harro Schneider                                  | 1309    |
|              | - Demonstration, Schlachtkreuzer der Seydlitz-Klasse | 20   | 5. September          | 8.000.000  | Harro Schneider                                  | 1310    |
|              | Internationale Mahn- und Gedenkstätten (Kragujevac) (IV) - Figuren des Mahnmals Kragujevac | 25   | 20. September         | 4.000.000  | Peterpaul Weiß                                   | 1311    |
|              | 50. Jahrestag der Großen Sozialistischen Oktoberrevolution - Arbeiter mit roter Fahne, Titel der Zeitung Roten Fahne                                                                           | 5    | 6. Oktober            | 6.000.000  | Manfred Gottschall, Joachim Rieß, Hans Detlefsen | 1312 A  |
|              | - Elektriker, Staudamm, Hochspannungsleitung | 10   | 6. Oktober            | 8.000.000  | Manfred Gottschall, Joachim Rieß, Hans Detlefsen | 1313 A  |
|              | - Skulptur des sowjetischen Ehrenmals in Berlin-Treptow, zerbrochener Adler | 15   | 6. Oktober            | 5.000.000  | Manfred Gottschall, Joachim Rieß, Hans Detlefsen | 1314 A  |
|              | Diese und die folgende Marke wurden auch gemeinsam als geschnittener Briefmarkenblock mit aufgedruckter Zähnung ausgegeben (Mi.-Nr. 1315 B und 1316 B): - Soldaten der Sowjetarmee und der NVA | 20   | 6. Oktober            | 8.000.000  | Manfred Gottschall, Joachim Rieß, Hans Detlefsen | 1315 A  |
|              | - Lenin, Kreuzer Aurora | 40   | 6. Oktober            | 1.500.000  | Manfred Gottschall, Joachim Rieß, Hans Detlefsen | 1316 A  |
|              | 450. Jahrestag des Thesenanschlags an der Schlosskirche zu Wittenberg durch Martin Luther - „Martin Luther mit Doktorhut“ (Kupferstich von Lucas Cranach d. Ä.)                                | 20   | 17. Oktober           | 8.000.000  | Gerhard Stauf                                    | 1317    |
|              | - Lutherhaus, Wittenberg | 25   | 17. Oktober           | 5.000.000  | Gerhard Stauf                                    | 1318    |
|              | - „Schlosskirche zu Wittenberg“ (Kupferstich von Lucas Cranach d. Ä.) | 40   | 17. Oktober           | 1.500.000  | Gerhard Stauf                                    | 1319    |
|              | Messe der Meister von Morgen (MMM), Leipzig Diese und die folgenden beiden Marken wurden als Zusammendruck ausgegeben: - Beratung junger Neuerer, Emblem der MMM                               | 20   | 15. November          | 4.000.000  | Joachim Rieß                                     | 1320    |
|              | - Jungarbeiter, Abzeichen der FDJ | 20   | 15. November          | 4.000.000  | Joachim Rieß                                     | 1321    |
|              | - Auszeichnung, Medaille der MMM | 25   | 15. November          | 4.000.000  | Joachim Rieß                                     | 1322    |
|              | Märchen (II): König Drosselbart (Märchen der Gebrüder Grimm) Diese und die folgenden fünf Marken wurden zusammen als Kleinbogen ausgegeben: - Szene aus dem Märchen                            | 5    | 27. November          | 2.000.000  | Gerhard Bläser                                   | 1323    |
|              | - Szene aus dem Märchen | 10   | 27. November          | 2.000.000  | Gerhard Bläser                                   | 1324    |
|              | - Szene aus dem Märchen | 15   | 27. November          | 2.000.000  | Gerhard Bläser                                   | 1325    |
|              | - Szene aus dem Märchen | 20   | 27. November          | 2.000.000  | Gerhard Bläser                                   | 1326    |
|              | - Szene aus dem Märchen | 25   | 27. November          | 2.000.000  | Gerhard Bläser                                   | 1327    |
|              | - Szene aus dem Märchen | 30   | 27. November          | 2.000.000  | Gerhard Bläser                                   | 1328    |
|              | Stätten des klassischen deutschen Humanismus - Goethehaus in Weimar | 20   | 27. November          | 7.000.000  | Dietrich Dorfstecher, Karl-Heinz Bobbe           | 1329    |
|              | - Schillerhaus in Weimar | 25   | 27. November          | 1.500.000  | Dietrich Dorfstecher, Karl-Heinz Bobbe           | 1330    |
|              | 15 Jahre Landwirtschaftliche Produktionsgenossenschaften (LPG) - LPG-Bäuerin und -Bauern vor einer modernen Stallanlage mit Futtersilos                                                        | 10   | 6. Dezember           | 5.000.000  | Joachim Rieß                                     | 1332    |
|              | Volkskunst aus dem Erzgebirge - Nussknacker, zwei Räuchermännchen | 10   | 6. Dezember           | 8.000.000  | Dietrich Dorfstecher                             | 1333    |
|              | - Lichterengel, Bergmann | 20   | 6. Dezember           | 8.000.000  | Dietrich Dorfstecher                             | 1334    |
| Daudermarken | |      |                       |            |                                                  |         |
| Bild         | Beschreibung | Wert | Ausgabe- datum (1967) | Auflage    | Entwurf                                          | Mi.-Nr. |
|              | Dauermarkenserie: Staatsratsvorsitzender Walter Ulbricht (II) - Porträt von Walter Ulbricht | 80   | 6. Dezember           | 50.480.000 | VEB Deutsche Wertpapierdruckerei                 | 1331    |

### Kleinbogen und Zusammendruck

Messe der Meister von Morgen (MMM), Leipzig